# Montefalco
Montefalco – miejscowość i gmina we Włoszech, w regionie Umbria, w prowincji Perugia.
Według danych na rok 2004 gminę zamieszkiwało 5628 osób, 81,6 os./km².

## Bibliografia

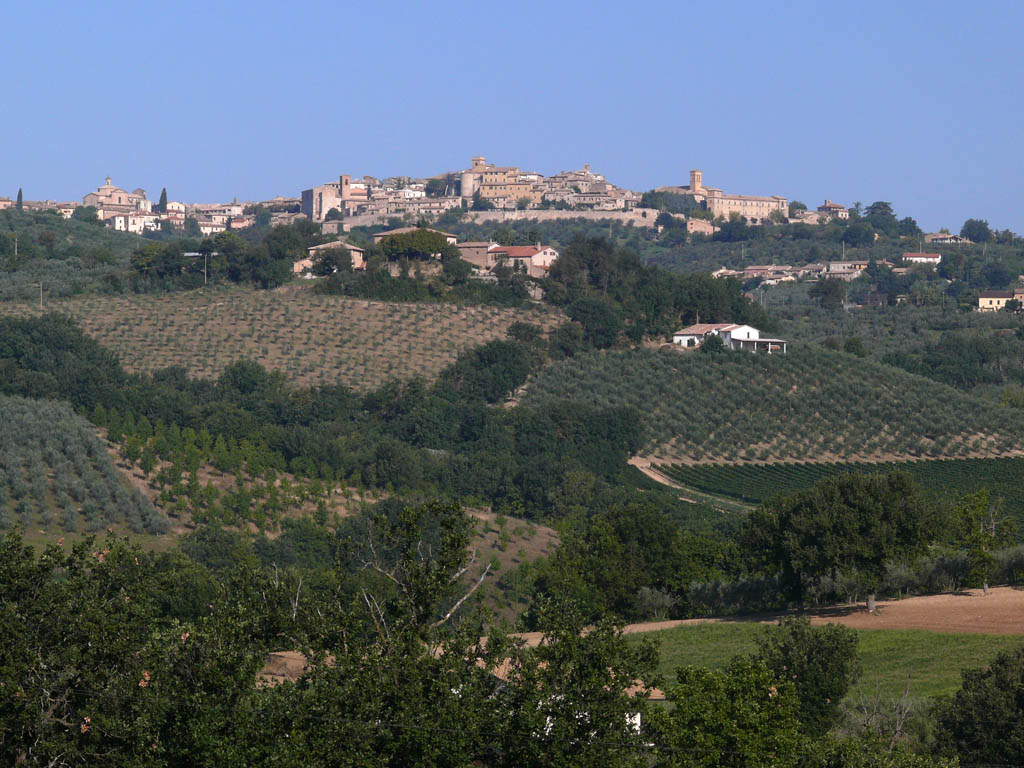
Widok na miejscowość